# Mieczysław Epstein
Mieczysław Epstein, né à Varsovie le 30 janvier 1833 et mort le 25 septembre 1914, est un banquier et homme d'affaires polonais.

## Biographie
Petit fils de Jakub Epstein (1771-1843), fils de Herman Epstein et de Eleonora Glücksberg (1806-1867), il épouse en 1855 à Bruxelles Léonid Lambert (1835-1918), la fille du banquier Samuel Lambert, représentant la maison Rothschild Frères en Belgique. De cette union naissent :
- Alice Epstein (1855- )
- George Epstein (1856 - 1932)
- Gabriele Epstein (1862 - 1930)

Mieczysław Epstein est nommé consul général du royaume de Belgique (1857) et du royaume d'Italie (1875) à Varsovie.

## Carrière
Mieczysław Epstein se forme au monde de la banque à Berlin et à Paris. Il fait carrière dans la banque et le monde des affaires. Il est président de la bourse de Varsovie (1876-1882, puis 1885-1906). Il préside le Banku Dyskontowego à Varsovie, vice-président du conseil d'administration d'une usine de coton à Zawiercie, et membre du conseil d'administration de plusieurs entreprises.